# Próculo
Tito Elio Próculo (en latín, Titus Aelius Proculus, muerto en 281) fue un usurpador romano, uno de los «pretendientes menores» según la falsa biografía de la Historia Augusta; tomó la púrpura en contra del emperador Probo en 280.

## Familia y carrera
Probablemente Próculo tenía conexión familiar con los francos, a los que regresó en vano cuando su puja por el poder imperial fracasó. Era nacido en Albingaunum (moderna Albenga en Liguria). Aunque se le consideraba noble, sus antepasados habían sido bandoleros y eran el origen de su gran riqueza.. Próculo fue capaz de armar a 2000 esclavos de su propio latifundio tras hacerse con el poder imperial en el Oeste. Estaba casado con una mujer llamada Vituriga, a la que se le dio el apodo de "Samso" por sus capacidades (consideradas "inhumanas" por el autor del siglo III que escribió la Historia Augusta), y en la época de su usurpación tenían un hijo, Hereniano, de cuatro años. 
Próculo era un soldado ambicioso, que había comandado más de una legión como tribuno; cuando en 280 fue instado por el pueblo de Lugdunum (Lyon), que había comenzado una insurrección contra el emperador Probo, a tomar la púrpura, la aceptó, proclamándose coemperador junto con Bonoso. «Él fue, no obstante, beneficioso para los Galos, ya que aplastó a los alamanes y no sin gloria ilustre, aunque nunca se encontró a salvo de su tendencia al bandolerismo» (Historia Augusta).
A su vuelta de luchar contra los Sasánidas en Siria, Probo forzó a Próculo a retirarse hacia el norte. Tras fracasar al buscar apoyo entre los francos, fue traicionado por ellos y entregado al emperador. Probo mandó matar a Próculo (ca. 281), pero dejó a su familia: "con su acostumbrada moderación, respetó los bienes y vida de las familias inocentes," quienes permanecieron en Albingaunum, declarando estos, según la Historia Augusta, que no querían ser ni príncipes ni bandidos.
Existe una carta de Próculo que fue citada por Gibbon y que es probablemente falsa, pero cuando menos interesante:
Proculus Maeciano adfini salutum dicit. centum ex Sarmatia virgines cep, ex his una nocte decem inivi; omnes tamen, quod in me erat, mulieres intra dies quindecim reddidi.